# یواس‌اس ذنب‌الاسد (ای‌دی-۱۲)
یواس‌اس ذنب‌الاسد (ای‌دی-۱۲) (به انگلیسی: USS Denebola (AD-12)) یک کشتی بود که طول آن ۴۲۳ فوت ۹ اینچ (۱۲۹٫۱۶ متر) بود. این کشتی در سال ۱۹۱۹ ساخته شد.